# K.u.k. Leibgardereitereskadron
Die k.u.k. Leibgardereitereskadron war bis 1918 eine von insgesamt fünf Gardeeinheiten am Hof des Kaisers von Österreich und Königs von Ungarn. Mit einer Stärke von 150 Offizieren und Mannschaften sowie 80 Pferden entsprach sie von der Aufgabenstellung her in etwa der Leibgendarmerie des deutschen Kaisers.

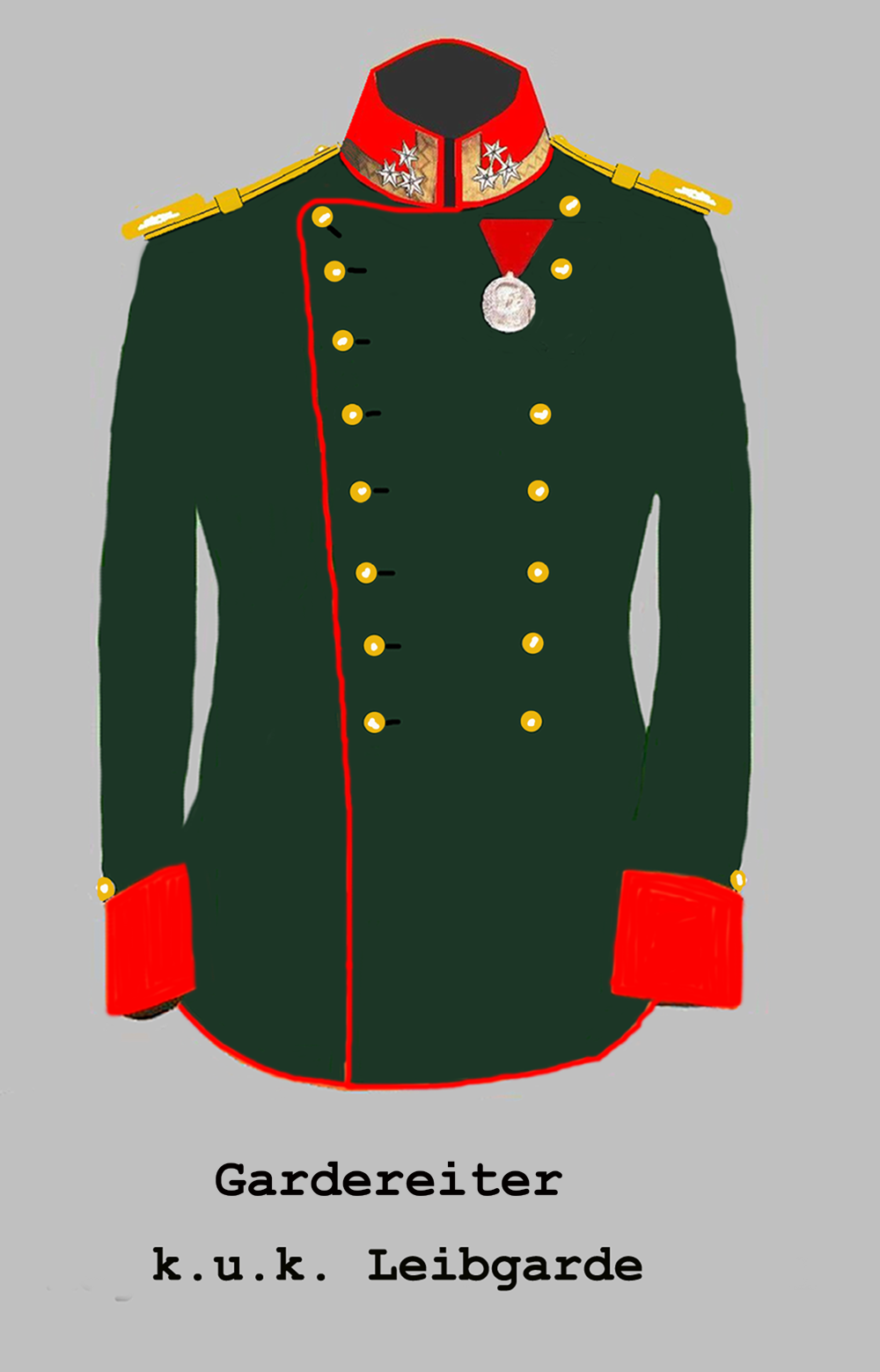
Gardereiterwaffenrock

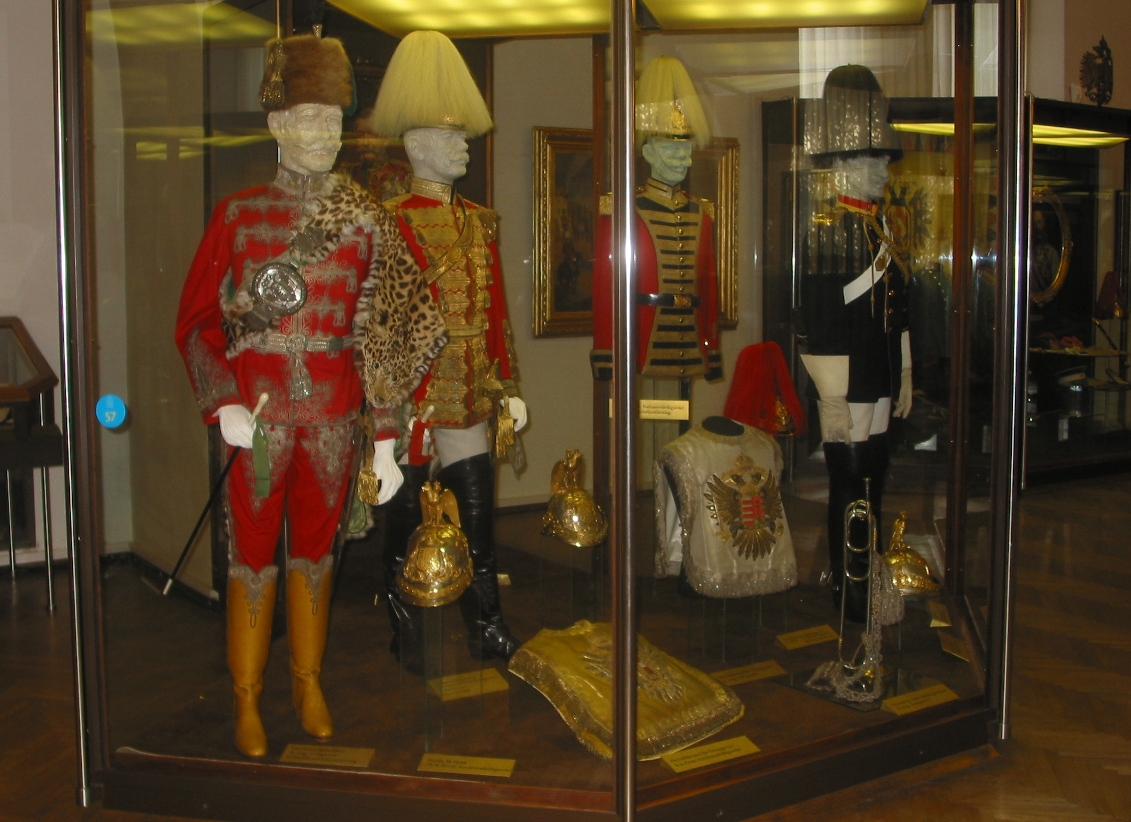
Uniformen der Leibgarden des Kaisers von Österreich im HGM (von l. n. r.: k.u. Leibgarde, Arcièren-Leibgarde, k.u.k. Trabantenleibgarde und k.u.k. Leibgardereitereskadron).

## Aufstellung und Aufgaben
Die Garde der Doppelmonarchie Österreich-Ungarn setzte sich zusammen aus:
- Arcièren-Leibgarde
- königlich-ungarische Leibgarde
- k.u.k. Trabantenleibgarde
- k.u.k. Leibgardereitereskadron
- K.u.k. Leibgardeinfanteriekompanie

Die K.u.k. Leibgardereitereskadron wurde mit Kabinettsschreiben vom 24. September 1849 als Garde-Gendarmerie mit einer Stärke von 77 Mann aufgestellt und am 18. September 1868 in Leibgardereitereskadron umbenannt. Ihr Kapitän war der 1. Generaladjutant. Hauptaufgabe der aus gedienten Unteroffizieren gebildeten Einheit war der Ordonnanzdienst für den Kaiser und die Militärkanzlei. Die Eskadron wurde auch zu Kurierreisen herangezogen. Quartier war die Lechenfelder Kaserne.
Im Gegensatz zu der Arcièren-Leibgarde und der k.u.k. Leibgarde war die K.u.k. Leibgardereitereskadron keine reine Offiziersgarde, sondern bestand in den unteren Rängen aus Unteroffiziersdienstgraden der Gemeinsamen Armee.

## Zusammensetzung
- Ein General der Kavallerie als Gardekapitän
- Ein Stabsoffizier der Kavallerie als Eskadronskommandant
- Offiziere der Kavallerie als Garderittmeister, Gardeoberleutnant, Gardeleutnant
- Kavalleriewachtmeister als Gardewachtmeister und Gardereiter

## Adjustierungen

### Paradeadjustierung
Die Paradeadjustierung für Mannschaften bestand aus Pickelhaube mit Roßhaarbusch, Rock (Felberpelzrock), Epauletten, Kartusche, weißer hirschlederner Stiefelhose, hohen Reitstiefeln, Anschnallsporen, Stulphandschuhen, Kavalleriesäbel mit Kuppel und Portepee, Radmantel. Getragen wurde diese Uniform hauptsächlich bei Hofdiensten, Hoffeierlichkeiten und Ordonnanzdiensten bei Truppenparaden.
Offiziere trugen als Paradeadjustierung die Pickelhaube mit Roßhaarbusch, Rock (Felberpelzrock), Achselschnur, Epauletten, Kartusche, weiße hirschlederner Stiefelhosen, hohe Reitstiefel, Anschnallsporen, Stulphandschuhe, Kavalleriesäbel mit Kuppel und Portepee, Feldbinde und Radmantel. Diese Uniform war beim Hofdienst, bei Audienzen am Hof sowie bei Hofveranstaltungen vorgeschrieben.

### Dienstadjustierung für Mannschaften (erste Variante)
Pickelhaube mit Roßhaarbusch, Rock (Felberpelzrock), Epauletten, Kartusche, Stiefelhosen, hohe Reitstiefel, Anschnallsporen, Handschuhe, Kavalleriesäbel mit Kuppel und Portepee. Diese Variante war vorgeschrieben für den Dienst als Wachkommandant in der Wiener Hofburg (im Winter mit Felberpelzrock) und vom Posten vor der Kammer Sr. Majestät (im Winter mit Radmantel). Außerdem wurde diese Variante von den Ordonnanzen beim Ersten Obersthofmeister in Budapest sowie den Generaladjutanten in Wien und Budapest getragen.

### Dienstadjustierung für Mannschaften (zweite Variante)

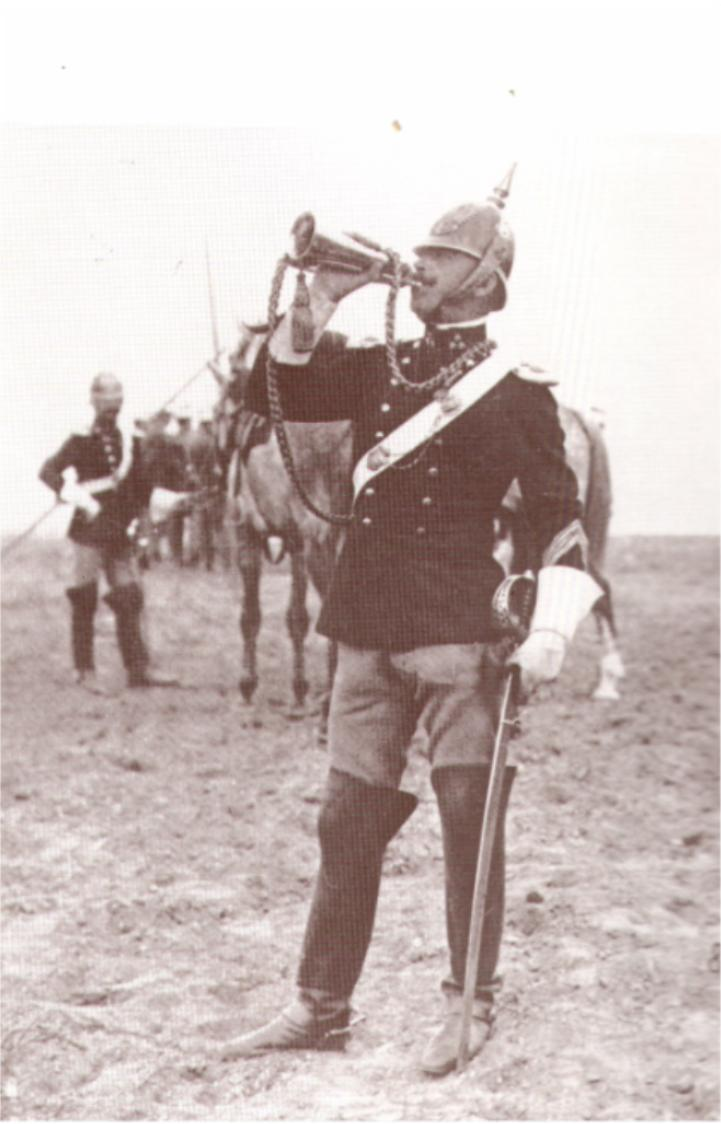
Das Ganze Halt!

Pickelhaube ohne Roßhaarbusch, Rock (Felberpelzrock), Epauletten, Kartusche, graue hirschlederne Stiefelhosen, hohe Reitstiefel, Anschnallsporen, Stulphandschuhe, Kavalleriesäbel mit Kuppel und Portepee. Diese Variante war im Ordonnanzdienst, bei Truppeninspizierungen, Manövern und Alarmierungen anzulegen.

### Dienstadjustierung für Stabs- und Oberoffiziere (erste Variante)
Pickelhaube ohne Roßhaarbusch, Rock (Felberpelzrock nur auf Befehl), Epauletten, Kartusche, graue hirschlederne Stiefelhosen, hohe Reitstiefel, Anschnallsporen, Stulphandschuhe, Kavalleriesäbel mit Kuppel und Portepee, Feldbinde und Radmantel. Zu tragen bei Ausrückungen als Begleitung des Kaisers und Königs bei Feldmanövern, Truppeninspizierungen sowie Alarmierungen bei Märschen und im Feld.

### Dienstadjustierung für Stabs- und Oberoffiziere (zweite Variante)
Pickelhaube mit Roßhaarbusch, Rock (Felberpelzrock), Pantalons, Stiefeletten mit Anschlagsporen, Handschuhe, Kavalleriesäbel mit Kuppel und Portepee, Feldbinde und Radmantel. Diese Adjustierung war bei allen dienstlichen Anlässen, für welche die anderen Varianten nicht vorgeschrieben waren, zu tragen. Bei Regenwetter war der Radmantel, im Winter der Felberrock über dem Waffenrock zu tragen.
Eine Beschreibung der einzelnen Monturstücke (Uniformstücke) findet sich unter k.u.k. Leibgardeinfanteriekompanie.

## Museale Rezeption
Im Heeresgeschichtlichen Museum in Wien sind die sehr glanzvollen und dementsprechend aufwändigen Adjustierungen der Garden ausgestellt. Zu sehen sind Monturen des k.u.k. Leibgardereitereskadron, k.k. Ersten Arcièren-Leibgarde, k.u. Leibgarde und der k.u.k. Trabantenleibgarde.